# Franz Lehár
Franz Lehár (30. dubna 1870 Komárno – 24. října 1948 Bad Ischl), v Maďarsku známý jako Ferenc Lehár, byl rakouský hudební skladatel po matce maďarského, po otci moravského původu, známý hlavně svými početnými operetami. Lehár za svůj život napsal osmatřicet operet, opery, tance, pochody i hudbu k filmům. Napsal také dvě symfonické básně a dva houslové koncerty i sonáty.

## Život
Lehár se narodil v severní části města Komárom v Rakousko-Uhersku (dnes slovenské Komárno) jako nejstarší syn kapelníka rakousko-uherské armády Franze Lehára staršího. Jeho pradědeček Jan (* 1782) pocházel z Brníčka u Zábřeha na Moravě a v roce 1804 se přiženil do Šumvaldu u Uničova, moravské českojazyčné vesnice. Zde se narodil i jeho dědeček Josef (* 1810) a otec František (* 1838). Jeho matka Christine rozená Neubrandt byla Maďarka, jejíž otec pocházel z rodiny pomaďarštěných přistěhovalců z Meklenburska. Lehár sám vyrůstal v maďarském prostředí, což ho spolu s výchovou jeho matky vedlo k tomu, že se cítil být Maďarem. Krátce po jeho narození se rodina přestěhovala do Bratislavy (tehdejšího Prešpurku), v roce 1875 do Šoproně a o pět let později do Budapešti. Měl tři sourozence, dva bratry a sestru. 
Hudební talent projevoval už od útlého dětství. V Budapešti studoval na gymnáziu  a v hudební škole se učil hrát na klavír. Od roku 1882 studoval na Pražské konzervatoři housle u Antonína Bennewitze, teorii u Josefa Foerstera a skladbu u Antonína Dvořáka, poté, co se soukromě vzdělával u Zdenka Fibicha. Když Antonín Dvořák v roce 1887 viděl dvě Lehárovy skladby, prohlásil: „Housle pověste na hřebík a věnujte se raději komponování.“  V podobném smyslu se později vyjádřil také Johannes Brahms a doporučil jej k prof. Mandyczewskému.“

Po absolutoriu se  v roce 1889 připojil k orchestru svého otce ve Vídni, kde působil jako asistent kapelníka. Ve dvaceti letech se stal kapelníkem  malého vojenského orchestru 25. pěšího pluku v Lučenci jako nejmladší vojenský kapelník Rakousko-Uherska.  Kromě řízení orchestru se věnoval hlavně komponování. Složil několik pochodů,  písní a také své první  divadelní dílo, operu Rodrigo. Kvůli konfliktu s důstojníkem své působení v Lučenci roku 1894 ukončil. Zvítězil v konkurzu do velkého námořnického orchestru v Pule, kde v roce 1896 zkomponoval nepříliš úspěšnou operu Kukuška. 

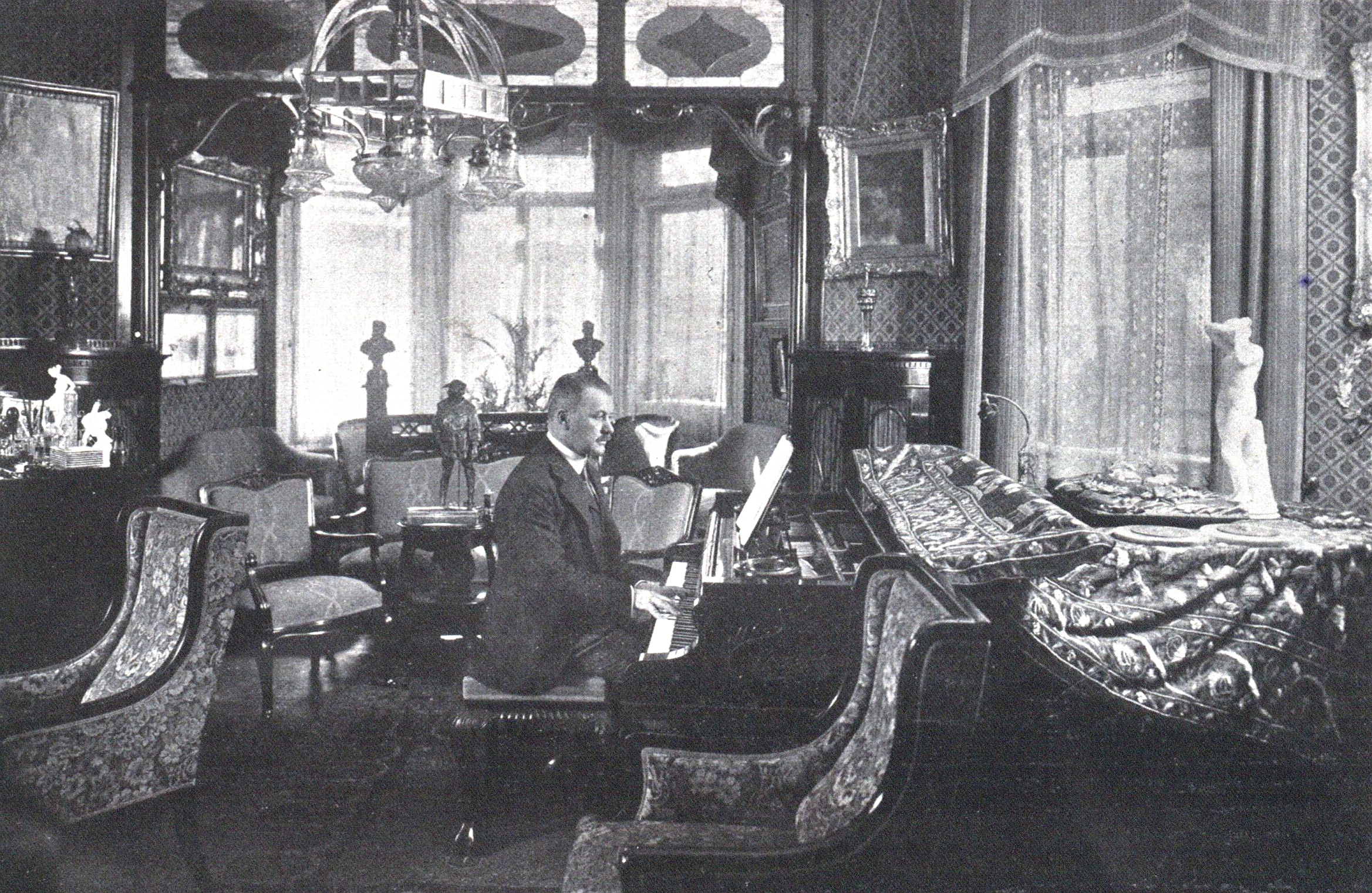
Franz Lehár ve Vídni (1918)

V roce 1902 se stal dirigentem v historickém Vídeňském divadle a věnoval se především komponování  operet. V listopadu téhož roku se hrála jeho opereta Vídeňské ženy. Krátce na to měla premiéru opereta Dráteník  ze slovenského prostředí.  Jeho nejznámějším a nejúspěšnějším dílem je  Veselá vdova (Die lustige Witwe), která mu přinesla světovou slávu. Premiéru měla v roce 1905 a během následujících pěti let se hrála více než 20.000 krát. K dalším populárním dílům patří Paganini (1925), Země úsměvů (1929), Carevič (1927) nebo Guiditta (1934).
Lehár skládal též sonáty, symfonické básně, pochody a mnoho valčíků – nejpopulárnějším se stal Gold und Silber (Zlato a stříbro), složený pro kněžnu Paulinu Metternichovou na ples „Zlato a stříbro“ v lednu 1902, některé z nich byly vybrány z jeho slavných operet.
Lehár byl též spojován s operetním tenorem Richardem Tauberem, který zpíval v mnoha jeho operetách, počínaje Frasquitou (1922), ve které Lehár znovu objevil poválečný styl. Mezi lety 1925 až 1934 napsal šest operet, určených speciálně pro Tauberův hlas.  V roce 1934 natočil český režisér Karel Lamač  hudební  film  Frasquita v hlavní roli s Jarmilou Novotnou. Za dirigentským pultem tehdy stál sám skladatel.

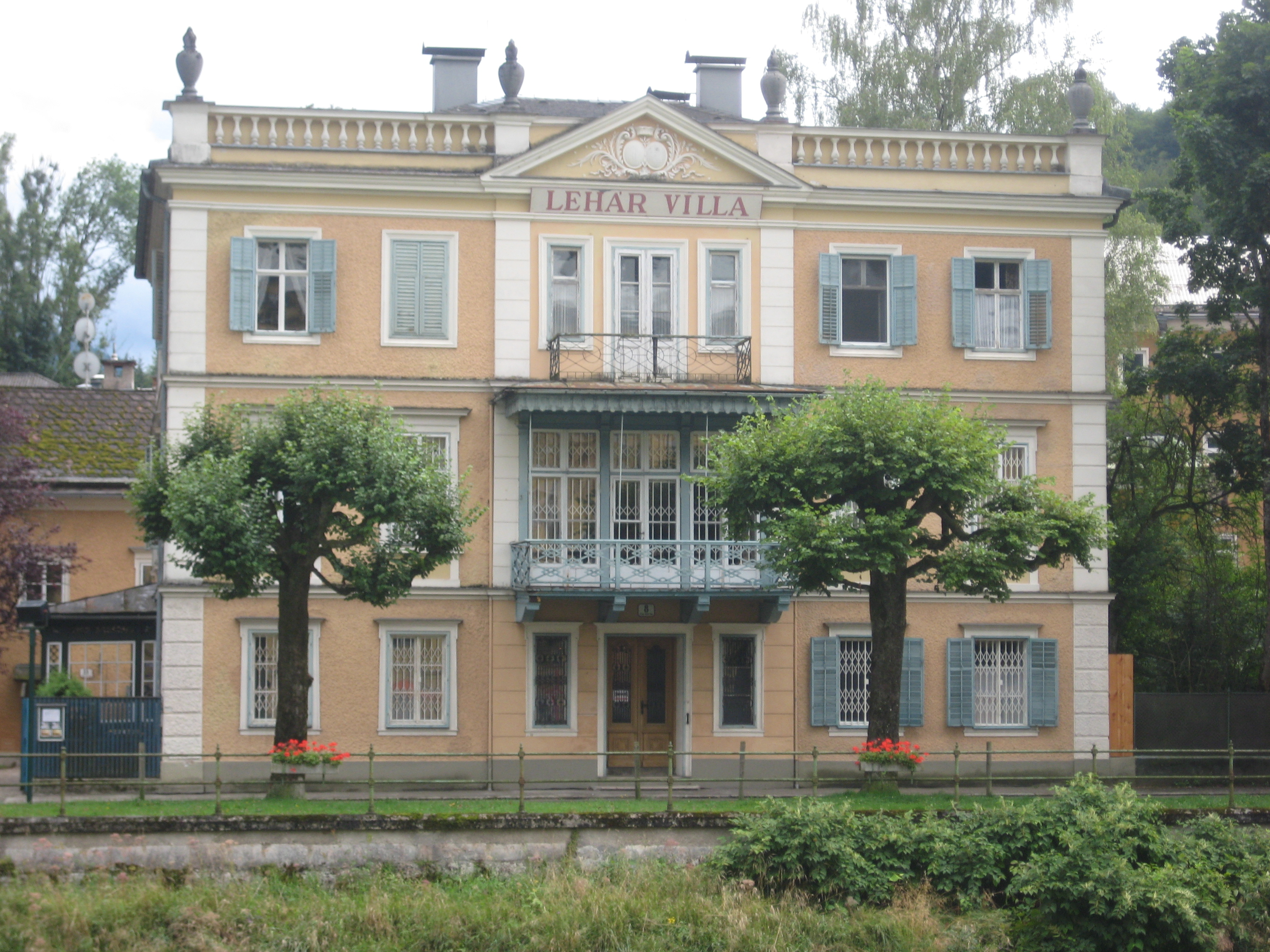
Lehárova vila-muzeum v Bad Ischlu

V roce 1935 se rozhodl založit svoje vlastní vydavatelství, Glocken-Verlag („Vydavatelství u zvonu“), aby si zajistil maximální kontrolu svých autorských práv. Po anšlusu Rakouska se dostal do vážných potíží kvůli židovskému původu své manželky. Se  Sophií  Meth, rozenou Paschkis, dcerou vídeňského prodavače koberců, se poznal v roce 1903 v Bad Ischlu. V té době byla vdaná a s Lehárem se vzali až v roce 1921.  Před koncentračním táborem ji zachránil obdiv, který nacističtí pohlaváři včetně Hitlera chovali k jeho operetám a písním. V  roce 1940 Hitler Lehára vyznamenal Goethovou medailí za umění a vědu. Lehár odmítl emigrovat a zbytek války strávil s manželkou v ústraní v Bad Ischlu blízko Salcburku, kde měli letní sídlo od roku 1912.  Lehár měl od roku 1943  podlomené zdraví a po válce se  odjel  léčit do Švýcarska.  Během pobytu v Curychu mu zemřela v roce 1947 manželka. Franz Lehár se po její smrti  vrátil do Bad Ischlu, kde  zemřel  24. října 1948 ve věku 78 let.  Je pohřben na místním hřbitově. Podle poslední vůle byl jeho dům přeměněn na muzeum Franze Lehára.  

## Pocty

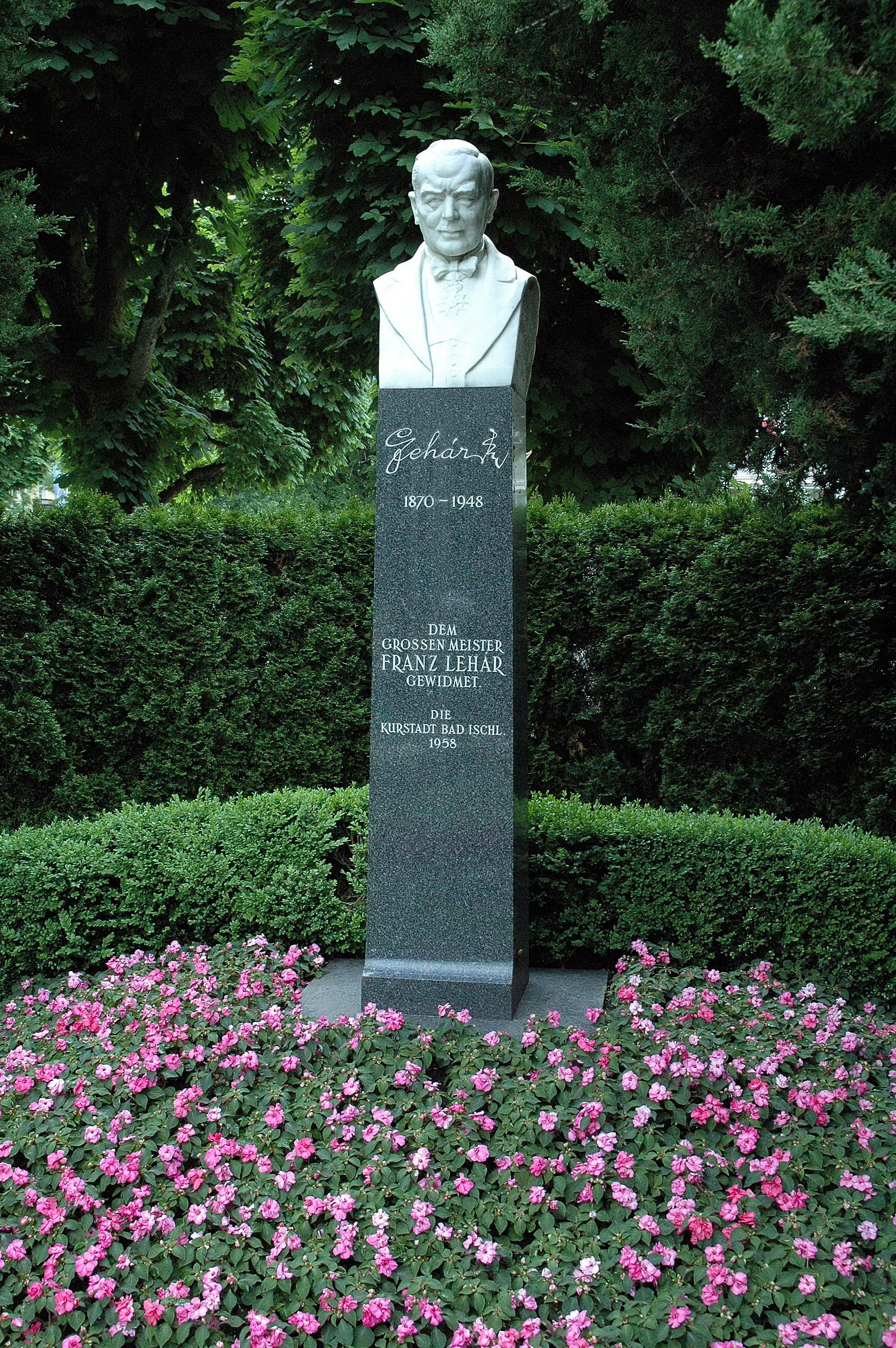
Pomník Franze Lehára v Bad Ischlu

- V roce 1940 mu bylo uděleno čestné občanství města Šoproně a  těsně před smrtí se stal čestným občanem rakouského města Bad Ischl.[3]
- I přes rozdílnost díla s Wagnerem, spojovaným s nacisty, líbilo se Lehárovo dílo Hitlerovi, který jej ocenil Goethovou medailí. Lehár měl za ženu Židovku a jeho přítel, někdejší libretista Fritz Löhner, byl zabit v koncentračním táboře Auschwitz-III.
- Na jeho  počest  se v Bad Ischlu od roku 1961  každoročně koná Lehárův festival operet.  [7] Tamější bývalé c.a.k. Dvorní divadlo na náměstí Kreuzplatz bylo  přejmenováno na Lehárovo divadlo.
- Na Lehárovu počest byl pojmenován astreroid 85317 Lehár.

## Dílo

### Opera
- Kukuška (1896)

### Operety
- Wiener Frauen, Vídeňské ženy (1902)
- Der Rastelbinder, Dráteník (1902)
- Der Göttergatte, Božský manžel (1904)
- Die Juxheirat, Manželství ze žertu (1904)
- Die lustige Witwe, Veselá vdova (1905)
- Der Mann mit drei Frauen, Tři manželky (1908)
- Das Fürstenkind, Princezna (1909)
- Der Graf von Luxemburg, Hrabě Luxemburg (1909)
- Zigeunerliebe Cikánská láska (1910)
- Eva (1911)
- Die ideale Gattin, Ideální manželka (1913)
- Endlich allein, Konečně sami (1914)
- Der Sterngucker, Hvězdář (1916)
- Pacsirta (Wo die Lerche singt), Kde skřivánek zpívá (1918)
- Die blaue Mazur, Modrý mazur (1922)
- Die Tangokönigin, Královna tanga (1921)
- Frühling, Jaro (1922)
- Frasquita (1922)
- La danza delle Libelulle – Libellendanz, Tanec vážek (1922)
- Die gelbe Jacke, Žlutá kazajka (1923)
- Clo-clo (1924)
- Paganini (1925)
- Gigolette (1926)
- Der Zarewitsch, Carevič (1927)
- Friderika (1928)
- Das Land des Lächelns, Země úsměvů (1929)
- Schön ist die Welt, Krásný je svět (1931)
- Giuditta (1934)

### Hudební pohádka
- Peter und Paul reisen ins Schlaraffenland (1906)

Úplný seznam prací Franze Lehára je možno nalézt zde